# Morinda ammitia
Morinda ammitia är en måreväxtart som beskrevs av David A. Halford och A.J.Ford. Morinda ammitia ingår i släktet Morinda och familjen måreväxter. Inga underarter finns listade i Catalogue of Life.